# Dư Ương Y
Dư Ương Y (tiếng Trung: 余泱漪; bính âm: Yu Yangyi, sinh 8 tháng 6 năm 1994) là một đại kiện tướng cờ vua người Trung Quốc. Anh đạt chuẩn Đại kiện tướng khi mới 14 tuổi 11 tháng 23 ngày vào năm 2009. Năm 2014, Dư Ương Y vô địch châu Á. Tháng 12 cùng năm, anh vô địch Giải cờ vua Qatar mở rộng lần thứ nhất.
Anh là một thành viên của đội tuyển Trung Quốc lần đầu tiên đoạt huy chương vàng đồng đội ở Olympiad cờ vua thứ 41 năm 2014 và tiếp tục vô địch Giải vô địch đồng đội thế giới năm 2015. Tại Olympiad cờ vua 2014 anh giành huy chương vàng cá nhân bàn 3.

## Sự nghiệp

### Cá nhân
Tháng 9 năm 2013, Dư Ương Y vô địch thanh niên thế giới. Anh bất bại và đạt 11/13 điểm (+9 =4), xếp trên đương kim vô địch Ipatov nửa điểm. Với chức vô địch này, Dư giành quyền tham dự Cúp cờ vua thế giới 2015.
Tháng 4 năm 2014, Dư Ương Y lần đầu tiên vô địch châu Á với thành tích bất bại, giành được 7/9 điểm (+5 =4). Anh hơn nhóm thứ hai nửa điểm gồm Adhiban, Nghê Hoa, Kasimdzhanov... Trước đó anh từng hai lần giành ngôi á quân (2011, 2012) và một lần hạng ba (2009) tại các giải châu Á.
Tháng 12 năm 2014, Dư Ương Y vô địch Giải cờ vua Qatar mở rộng lần đầu tiên. Anh đạt 7,5/9 điểm (+6 =3), thắng cả hai hạt giống hàng đầu là Giri và cựu vua cờ Kramnik. Tháng 12 năm 2015, Dư Ương Y tiếp tục dự giải Qatar và đạt thành tích tốt khi đồng điểm hạng nhất với Carlsen sau 9 vòng (+5 =4). Tuy nhiên Dư thua Carlsen cả hai ván cờ chớp (5 phút + 3 giây) chọn ra nhà vô địch.
Thành tích Cúp cờ vua thế giới
| Năm      | 2005 | 2007 | 2009 | 2011 | 2013 | 2015 |
| -------- | ---- | ---- | ---- | ---- | ---- | ---- |
| Vòng đấu |      |      | V3   | V1   | V2   | V3   |

### Đồng đội
Dư Ương Y lần đầu tiên khoác áo đội cờ Trung Quốc tham dự một Olympiad là vào năm 2014. Anh ngồi bàn 3, thi đấu trọn vẹn cả 11 ván. Với thành tích xuất sắc bất bại (+8 =3), hiệu suất thi đấu cao nhất giải lên đến 2912, Dư góp công vào tấm huy chương vàng giải mở Olympiad đầu tiên của Trung Quốc, đồng thời giành huy chương vàng bàn 3. Đây là kỳ thủ duy nhất đạt hiệu suất thi đấu trên 2900 kể từ khi Olympiad tính huy chương cá nhân bằng hiệu suất thi đấu (từ 2008) và là kỳ thủ đầu tiên có hiệu suất trên 2900 sau Kasparov năm 2002 (2933).
Năm 2015, Trung Quốc tham dự Giải cờ vua vô địch đồng đội thế giới với tư cách huy chương vàng Olympiad. Dư Ương Y là một trong ba kỳ thủ của đội hình vô địch Olympiad năm trước đó dự giải này. Anh lên ngồi bàn 2. Đội Trung Quốc tiếp tục thành công khi lần đầu vô địch đồng đội thế giới. Tuy nhiên Dư Ương Y chỉ đạt điểm số 5/9 (+3 =4 –2) và không có huy chương cá nhân.
Ngoài ra, Dư từng khoác áo đội Trung Quốc dự hai Giải đồng đội thế giới năm 2011 và 2013, đều giành huy chương bạc đồng đội và huy chương bạc bàn dự bị năm 2013.
Tại các Giải đồng đội châu Á, Dư khoác áo đội tuyển hai lần vào các năm 2012 (bàn dự bị, huy chương bạc cá nhân) và 2014 (bàn 2, huy chương đồng cá nhân). Cả hai lần đội tuyển Trung Quốc đều vô địch.
Ở giải cờ vua đồng đội Trung Quốc, Dư Ương Y khoác áo đội cờ Bắc Kinh. Anh tham dự liên tục 10 mùa giải từ 2007 đến 2016. Thành tích cao nhất là hai lần vô địch đồng đội năm 2011 và 2015. Kết quả cá nhân cao nhất là 16,5 điểm / 22 ván năm 2015.

### Thông tin khác
Dư Ương Y học khoa Kinh tế Thể thao ở Đại học thể thao Bắc Kinh.